# 울란트슈트라세역 (베를린)
울란트슈트라세역(U-Bahnhof Uhlandstraße)은 베를린 샤를로텐부르크빌머스도르프구 샤를로텐부르크에 있는 U1의 역이다. 쿠르퓌르스텐담과 울란트슈트라세의 교차점에 위치해 있고, 출구는 쿠르퓌르스텐담 중앙 교통섬으로 이어진다.

## 역사
울란트슈트라세역은 계획 당시에는 비텐베르크플라츠역에서 시작하여 쿠르퓌르스텐담을 경유하여 할렌제 방면으로의 시발역으로 계획되었다. 해당 계획은 실현되지 않았다. 1913년 10월 12일에 개통되었다. 양쪽 끝의 출입구는 쿠르퓌르스텐담 중앙으로 곧바로 연결되었다. G선(U9) 공사 중이었던 1957년 11월부터 1961년 9월 27일까지는 새로운 환승역인 쿠르퓌르스텐담역 공사 관계로 영업을 중단했다. 단 1개 역만 있었던 구간이었기 때문에 운행을 중단시키는 쪽이 건설을 간단하게 할 수 있었다. 쿠르퓌르스텐담역 개업 이후 1964년 3월 5일 동부 출입구가 폐쇄되었고, 1986년부터 1999년까지 출입구 부지에 BVG 최초의 전전자식 신호소가 설치되었다.
베를린 장벽 건설 이후에는 3호선(초기에는 BIV선)의 종착역이었으며, 비텐베르크플라츠, 쿠르퓌르스텐담, 울란트슈트라세역만을 연결하는 짧은 셔틀 노선이었다. 단편성 열차가 10분 배차 간격으로 운행하면서 열차가 서지 않는 부분은 폐쇄되었다. 재통일 이후에 U15 노선이 바르샤우어 슈트라세역까지의 전 구간을 운행하게 되었으며, 2004년 12월 12일 U1로 변경되었다.
도이체 오퍼역 화재 사고 이후 2005년 5월에 상대적으로 작은 동쪽 출구가 개통되었다. 2010년에는 지상과 연결되는 엘리베이터가 개통되었다. 설치 비용은 110만 유로였다. 서쪽 출입구는 손상으로 인해서 폐쇄되었고 2020년 말까지 개보수되었다.
역 서쪽으로 건설된 인상선 4선은 할렌제 방면 연장선의 일부이다. 노선 연장 자체는 계획되어 있으나 예산 문제로 착공 시기는 정해져 있지 않다.

## 인접 철도역
베를린 버스 M19, M29, X10, 109, 110, N10번과 환승 가능하다.
| 베를린 지하철 1호선 | 베를린 지하철 1호선 | 베를린 지하철 1호선                     |
| ------------------- | ------------------- | --------------------------------------- |
| 시·종착역           | U1                  | 쿠르퓌르스텐담 바르샤우어 슈트라세 방면 |